# روبرت کیرخوف
روبرت کیرخوف (اسلواکی: Robert Kirchhoff؛ زادهٔ ۷ مهٔ ۱۹۶۸) کارگردان فیلم، فیلم‌نامه‌نویس، تهیه کننده و فیلمبردار اهل کشور اسلواکی است.